# Zygodon petrophilus
Zygodon petrophilus là một loài rêu trong họ Orthotrichaceae. Loài này được R.S. Williams mô tả khoa học đầu tiên năm 1927.